# 関水利晃
関水 利晃（せきみず としあき、1936年4月3日 - ）は日本の元プロゴルファー。

## 来歴
1962年の中日クラウンズでは初日の第1ラウンドで中村寅吉・小野光一・陳清波（中華民国）と共に首位に立ち、第2ラウンドには磯村行雄・佐藤精一らと共にイーグルを記録したもののボギーも多い出入りの激しいゴルフで後退するが、藤井義将と並んでの7位タイで、首位と5ストローク以内に留まった。
1967年にはアジアサーキット・マレーシアオープンで安田春雄、ガイ・ウォルステンホルム（イングランド）と共にイレネオ・レガスピ（フィリピン）の2位タイに入った。
1969年11月に交通事故で重傷を負うが無事に復帰し、怪我の影響で軽く打つことを覚える。
1970年の日本プロでは初日に67をマークして鈴村久の2位でスタートし、2日目には68の通算9アンダーで首位に立ったが、3日目の第3ラウンドで77と崩れて後退し、佐藤・橘田光弘・河野高明・村上隆に次ぐと同時に杉本英世・安田・鈴村・陳健忠（中華民国）・青木功・矢部昭を抑えての6位に終わった。
続く日本オープンでは橘田・青木に次ぐと同時に陳清・河野光隆・石井裕士・杉本を抑え、謝敏男（中華民国）・安田と並んでの3位タイに入った。
1971年の日本プロでは尾崎将司・杉本に次ぐと同時に島田幸作・草壁政治・田中文雄・青木・河野高・陳健を抑え、内田繁と並んでの3位タイに入った。
1971年にプロ入りした佐藤正一が弟子となり、高校時代にやっていた空手の影響から握力が強く、インパクトの瞬間に力が入ってポールを曲げていた佐藤は、関水の教えで力を抜いて打てるようになった。
1972年のロレックスクラシックでは矢部・沼澤聖一と並んでの6位タイ、1974年のスポーツ振興インターナショナルでは大場勲と並んでの4位タイに入った。
1974年の東北クラシックでは3日目に石井裕・島田・金井清一・内田・増田光彦、ベン・アルダ（フィリピン）と並んでの5位タイに着け、最終日には吉武恵治・山本善隆・謝敏男（中華民国）と並んでの6位タイに入った。
1975年のペプシウィルソントーナメントでは初日を豊田明夫・野口英雄・草壁、ブライアン・ジョーンズ（オーストラリア）、内田・吉川一雄・沼澤・村上・尾崎将・呂良煥（中華民国）・中村と並んでの4位タイでスタートし、2日目にはアルダ・草壁と並んでの6位タイ、3日目には謝永郁（中華民国）・川田時志春・陳健と並んでの4位タイに着け、最終日には激しい追い込みをかけたグラハム・マーシュ（オーストラリア）と共に4アンダー284で2位タイとなった。
1975年の関東プロでは新井規矩雄・村上と並んでの6位タイ、1976年の長野県オープンでは杉本と共に新井の2位タイに入った。
1977年の阿蘇ナショナルパークオープンでは初日を井上幸一・前田新作と並んでの7位タイでスタートし、2日目には金井と並んでの6位タイに着け、最終日には鷹巣南雄・森・鈴村と並んでの10位タイに入った。
1978年の長野県オープンでは矢部・小林富士夫・内田・新井に次ぐと同時に草壁・川田を抑え、石井裕・アルダと並んでの5位タイに入った。
1979年にはアマチュアながらハワイで最強のゴルファーと目されていたアレン・ヤマモトに参加を呼びかけられて第1回パールカントリークラブインターナショナルに出場し、帰国後のフジサンケイクラシックでは3日目夜の宿舎で2日間首位から3位に転落した佐藤に「青木と尾崎を相手にしたら勝てるわけないんだから、優勝争いは二人にまかせて、お前は知らん顔でそっぽ向いてプレーしろ」と忠告し、忠実に関水の言葉通りのプレーを続けた佐藤はマンデートーナメントからのツアー優勝を初めて成し遂げた。関水も最終日に69をマークし、呂西鈞（中華民国）・新井と並んでの10位タイに入った。KBCオーガスタでは2日目に呂西・石井秀夫・藤木三郎と共に69をマークし、吉川・前田・井上・陳志明（中華民国）と並んでの6位タイに着けた。
1980年には初日が霧と雨のため中止となり、18ホール・ストロークプレーの1日競技として実施された長野県オープンで川田・天野勝・内田に次ぐと同時に矢部・廖国智（中華民国）・金井・アルダを抑え、安田・新井と並んでの4位タイに入った。
1980年の表蔵王国際東北オープンでは高橋五月・川俣茂と並んでの9位タイ、1981年の富山県オープンでは三上法夫・杉本と並んで松井利樹の5位タイ に入った。
1982年のKBCオーガスタでは最終日にベストスコア66をマークし、通算5アンダーとし前日の22位タイから一気に3位まで躍進。全日空札幌オープンでは初日に新井・前田新作・中村通と並んでの2位タイでスタートし、2日目には羽川豊・中嶋常幸・謝永と並んでの2位タイに着けた。
1983年のパールカントリークラブオープンでは倉本昌弘・水野和徳と並んでの4位タイ、栃木オープン5位に入り、1985年の関東プロを最後にレギュラーツアーから引退。